# Chris Holdsworth
Chris Holdsworth (Van Nuys, California) é um lutador americano de artes marciais mistas, ele luta na categoria Peso Galo e foi campeão Peso Galo Masculino do  The Ultimate Fighter: Team Rousey vs. Team Tate.

## Background
Seu pai era artista marcial e veterano do Vietnã, sua mãe sobrevivente do câncer de mama, e seu avô foi Golden Gloves no boxe.
Quando tinha oito anos, seu irmão mais velho foi morto com um tiro, e foi premiado com a faixa preta de Kickboxing em seu funeral. Após isso, Chris disse a sua mãe que se tornaria artista marcial, como seu irmão.

## Carreira no MMA
Holdsworth foi graduado Faixa Preta de Jiu Jitsu Brasileiro por Marc Laimon, um dos mais jovens a atingir a faixa nos EUA, mas foi graduado para a Faixa Azul pelo lendário Royce Gracie e Faixa Roxa por Rener, Ryron e Rorion Gracie.
Ele se manteve invicto durante sua carreira amadora até virar profissional. Ele se tornou profissional em 2010, e desde então possui quatro lutas, todas vencidas por finalização.

### The Ultimate Fighter
Holdsworth foi anunciado como participante do The Ultimate Fighter: Team Rousey vs. Team Tate.
Holdsworth enfrentou Louis Fisette no round de eliminação para entrar na casa do TUF, ele venceu por finalização no primeiro round.
Ele foi a segunda escolha para a Equipe Tate. Nas quartas de final, ele enfrentou a primeira escolha da Equipe Rousey, Chris Beal. Na luta, Holdsworth atordoou seu adversário com um golpe e terminou a luta finalizando-o com uma guilhotina ainda no primeiro round.
Na semifinal, ele enfrentou outro membro da Equipe Rousey, Michael Wootten. Holdworth novamente terminou a luta por finalização no primeiro round, dessa vez com um mata leão.

### Ultimate Fighting Championship
Holdsworth fez a final do The Ultimate Fighter: Team Rousey vs. Team Tate em 30 de Novembro de 2013 no The Ultimate Fighter 18 Finale contra o inglês Davey Grant. Ele venceu a luta com um mata-leão no 2º round e se tornou o campeão peso galo masculino do The Ultimate Fighter: Team Rousey vs. Team Tate.
Holdsworth era esperado para enfrentar o sul-coreano Kyung Ho Kang em 24 de Maio de 2014 no UFC 173. Porém, Kang se lesionou e ele enfrentou Chico Camus. Holdsworth venceu a luta por decisão unânime.

## Cartel no MMA
| Cartel no MMA   |            |           |
| 6 lutas         | 6 vitórias | 0 derrota |
| Por nocaute     | 0          | 0         |
| Por finalização | 5          | 0         |
| Por decisão     | 1          | 0         |

| Res.    | Cartel | Oponente        | Método                       | Evento                                 | Data       | Round | Tempo | Local                   | Notas                                 |
| ------- | ------ | --------------- | ---------------------------- | -------------------------------------- | ---------- | ----- | ----- | ----------------------- | ------------------------------------- |
| Vitória | 6-0    | Chico Camus     | Decisão (unânime)            | UFC 173: Barão vs. Dillashaw           | 24/05/2014 | 3     | 5:00  | Las Vegas, Nevada       |                                       |
| Vitória | 5-0    | Davey Grant     | Finalização (mata-leão)      | The Ultimate Fighter 18 Finale         | 30/11/2013 | 2     | 2:10  | Las Vegas, Nevada       | Final do TUF 18 nos Galos Masculinos. |
| Vitória | 4-0    | Tyler Shinn     | Finalização (triângulo)      | RFA 4: Griffin vs. Escudero            | 02/11/2012 | 2     | 1:32  | Las Vegas, Nevada       |                                       |
| Vitória | 3-0    | Juan Rivas      | Finalização (chave de braço) | KOTC: Next Generation                  | 30/06/2011 | 1     | 1:29  | Highland, California    |                                       |
| Vitória | 2-0    | Gustavo Limon   | Finalização (mata-leão)      | Gladiator Challenge: Legends Collide 2 | 20/02/2011 | 1     | 0:45  | San Jacinto, California |                                       |
| Vitória | 1-0    | Randy Villareal | Finalização (mata-leão)      | Xtreme Knockout 8                      | 09/10/2010 | 1     | 2:05  | Arlington, Texas        |                                       |